# Philipp Ludwig Hanneken

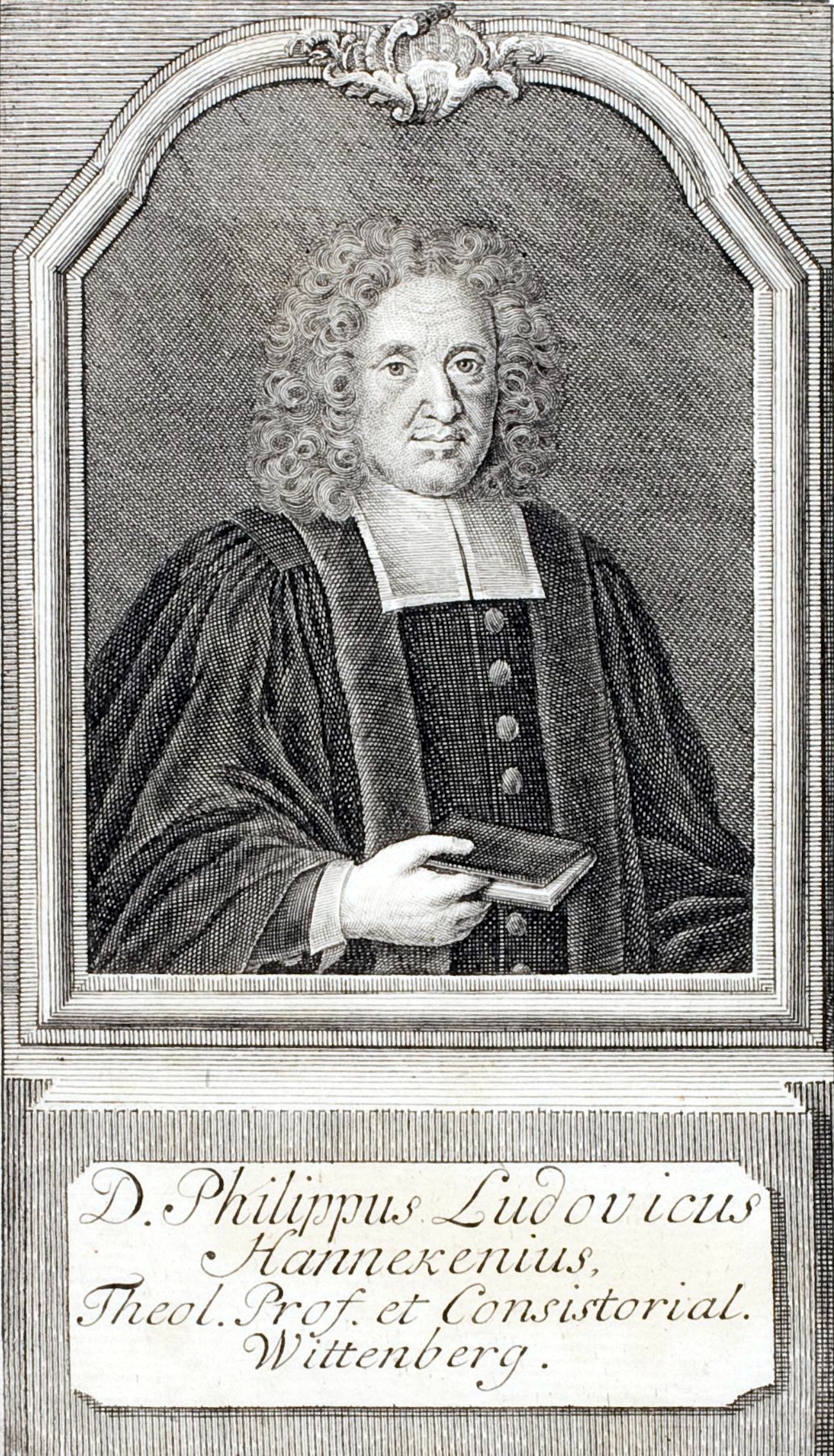
Philipp Ludwig Hanneken

Philipp Ludwig Hanneken (* 5. Juni 1637 in Marburg; † 16. Januar 1706 in Wittenberg) war ein deutscher lutherischer Theologe.

## Leben
Als Sohn des Professors der morgenländischen Sprachen Menno Hanneken und seiner Frau Justina Elonora, einer Tochter des Gießener Professors Balthasar Mentzer des Älteren, geboren, genoss er bis zum achten Lebensjahr die Erziehung seines Vaters und angeworbener Privatlehrer. Als sein Vater Superintendent in Lübeck wurde, bezog Philipp Ludwig das Katharineum und erlernte dort innerhalb von zehn Jahren die lateinische und griechische Sprache.

### Studium
1657 immatrikulierte er sich auf der Universität Gießen und widmete sich zunächst philosophischen Studien, interessierte sich jedoch nebenbei für Theologie und hatte in Peter Haberkorn einen angesehenen Lehrer. Im Sommersemester 1660 wechselte er an die Universität Leipzig, ging dann im Wintersemester am 17. Oktober 1660 an die Universität Wittenberg, wo er bei Abraham Calov und Johann Meisner lernte. Bei Meisner fand er Aufnahme in seinem Haus und ging im Oktober 1661 an die Universität Rostock, wo er bei Johann Quistorp der Jüngere und Matthias Wasmuth weitere Studien betrieb.

### Professur in Gießen
Zurückgekehrt nach Gießen erhielt er vom Landgrafen Ludwig VI. von Hessen Darmstadt 1663 die Stelle eines ordentlichen Professors der Redekunst und vier Jahre später wurde er Assessor im Gießener Universitätskonsortium und erhielt damit eine Professur der Theologie, die er am 28. Oktober 1667 antrat. Obwohl Hanneken nie den niederen akademischen Grad eines Magisters erworben hatte, promovierte er 1668 zum Doktor der Theologie, als er unter Michael Siriciua mit de absurdo dubitatationis seine Inaugural-Disputation gehalten hatte. Als 1683 Johann Nikolaus Misler starb, rückte Hanneken an dessen Stelle als erster Professor und Superintendent in Gießen nach.

### Streit mit Pietisten
In diesem Amt hätte er auch weiter verbleiben können, wenn nicht 1689 Streitigkeiten mit Johann Heinrich Majus wegen der sogenannten „Collegia Pietatis“ aufgetreten wären. Majus setzte sich in den Streitigkeiten als Pietist gegenüber dem orthodox lutherischen Hanneken durch: es wurde ihm auf Weisung einer fürstlichen Kommission hin befohlen, sich weder öffentlich noch geheim gegen die Pietisten zu äußern, und Hanneken wurde zu einer Geldstrafe verurteilt.

### Wittenberg
Der Ausgang des Streites veranlasste ihn, die an ihn angetragene Berufung als ordentlicher Professor und Konsistorialassessor nach Wittenberg anzunehmen. Dieses Amt verwaltete er bis an sein Lebensende. Er beteiligte sich an den Streitigkeiten der Wittenberger Theologischen Fakultät mit Philipp Jacob Spener gegen den Pietismus, mit Adam Rechenberg wegen des Terminismi und anderen Theologen. So focht er allerhand Lehrstreitigkeiten aus, wie aus seinen Werken hervorgeht. Nachdem er der Universität im Wintersemester 1694 als Rektor vorgestanden hatte, wurde er nach seinem Tode in der Wittenberger Stadtkirche beigesetzt. Caspar Löscher hielt ihm die Leichenpredigt und seine Kinder errichteten ihm und seiner Frau in der Stadtkirche ein Epitaph.

### Familie
1666 heiratete er Magaretha Godelia Catharina (* 13. Juni 1651 in Gießen; † 14. August 1703 in Wittenberg), die Tochter eines fürstlich Hessen-Darmstädtischen Landrentmeisters und Juristen Andreas Hoffmann, aus welcher Ehe sieben Söhne und zwei Töchter hervorgingen. Sein ältester Sohn Gregor Ludwig (1670–1737) wurde Fürstlicher Landkammerrat in Zerbst, seine Tochter Catarina Eleonora (* 5. Juni 1675 in Gießen; † 5. September 1720 in Kemberg) heiratete den Gießener Professor und späteren Geheimrat in Eutin Gregor Nitzsch, sein Sohn Balthasar Menno (1679–1766) wurde Mediziner in Hamburg und nahm die einzige Schwester des Balthasar Mentzer zur Frau. Der Sohn Johann Ludwig wurde ebenfalls Arzt. Durch ihre Kinder erlebten sie 13 Enkel zu Lebzeiten.

## Werke (Auswahl)
(für eine vollständige Übersicht bis 1700 vgl. das Verzeichnis der im deutschen Sprachraum erschienenen Drucke des 17. Jahrhunderts)
- Epitome historiae arianae, qua vita, mores et mors magni haeretici Arii brevissime traditur. Hampfli, Gießen 1660.
- Annotata philologica in Josuam. Karger, Gießen 1665. (Digitalisat)
- Dissertatt. IV de cura Romanorum domestica circa matrimonium, liberos, servos, facultates. 1669.
- Bonus Hominis Christiani Animus, Seu De Puritate Conscientiae Commentatio. Karger, Gießen 1672. (Digitalisat)
- Gründliche Erörterung der Frage ob die Collegia pietatis nothwendig und nützlich, oder unnöthig, unnützlich ja gar schädlich seyen? 1690. (Digitalisat)
- Insinuatio lectionum publicarum, de unione vera et vana ecclesiarum christianarum, juxta infallibilem Augustanae confessionis veritatem. 1694. (Digitalisat)
- Consummatio Morientis in cruce Servatoris, Vere repraesentata & a variis corruptelis vindicata. Schroedter, Wittenberg 1700. (Digitalisat)
- Gründliche Untersuchung der Lehre von dem sogenannten Termino gratiae peremtorio. Fincel, Wittenberg 1700. (Digitalisat)
- Ius gratiae principis Christiani in reos noxae capitalis. Zimmermann, Wittenberg 1701. (Digitalisat)

Hanneken verfasste umfangreiche Disputationen und Sendschreiben gegen die Pietisten, z. B.
- Philippi Ludovici Hannekenii, Der H. Schrifft Doctoris und Professoris auch Superintendentis zu Giessen Send-Schreiben An N.N. Betreffend die so genandte Collegia Pietatis, Oder Von den Biblischen Zusammenkunfften allerhand Leuten in Privat-Häusern. Gießen 1690